# Кытки-Елга
Кытки-Елга (баш. Ҡытҡыйылға) — деревня в Татышлинском районе Республики Башкортостан Российской Федерации. Входит в состав Нижнебалтачевского сельсовета. 

## География

### Географическое положение
Расстояние до:
- районного центра (Верхние Татышлы): 37 км,
- центра сельсовета (Нижнебалтачево): 14 км,
- ближайшей ж/д станции (Чернушка): 26 км.

## Население
| 2002 | 2009 | 2010 |
| ---- | ---- | ---- |
| 137  | ↘122 | ↘117 |

Национальный состав
Согласно переписи 2002 года, преобладающая национальность — башкиры (95 %).